# Дікінсон (округ Брум, Нью-Йорк)
Дікінсон (англ. Dickinson) — місто (англ. town) в США, в окрузі Брум штату Нью-Йорк. Населення — 5100 осіб (2020).

## Демографія
Згідно з переписом 2010 року, у місті мешкало 5278 осіб у 2044 домогосподарствах у складі 1137 родин. Було 2178 помешкань
Расовий склад населення:
| - 90,1 % — білих - 6,3 % — чорних або афроамериканців - 1,1 % — азіатів |

До двох чи більше рас належало 1,9 %. Частка іспаномовних становила 2,6 % від усіх жителів.
За віковим діапазоном населення розподілялося таким чином: 16,3 % — особи молодші 18 років, 64,7 % — особи у віці 18—64 років, 19,0 % — особи у віці 65 років та старші. Медіана віку мешканця становила 43,0 року. На 100 осіб жіночої статі у місті припадало 103,8 чоловіків;  на 100 жінок у віці від 18 років та старших — 105,2 чоловіків також старших 18 років.
Середній дохід на одне домашнє господарство  становив 62 823 долари США (медіана — 54 838), а середній дохід на одну сім'ю — 75 788 доларів (медіана — 68 309). Медіана доходів становила 44 231 долар для чоловіків та 38 452 долари для жінок. За межею бідності перебувало 11,4 % осіб, у тому числі 14,7 % дітей у віці до 18 років та 7,5 % осіб у віці 65 років та старших.
Цивільне працевлаштоване населення становило 2484 особи. Основні галузі зайнятості: освіта, охорона здоров'я та соціальна допомога — 30,1 %, роздрібна торгівля — 16,5 %, науковці, спеціалісти, менеджери — 9,9 %, виробництво — 9,0 %.